# 场效应管放大器

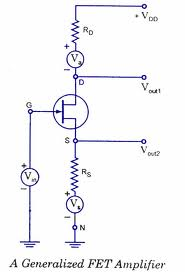
场效应管放大器示意图

场效应管放大器（英語：FET amplifier）是一种使用场效应管（field-effect transistor (FET)）的放大器。在放大器应用中，场效应管的主要优点是它能提供非常高的输入阻抗以及低输出阻抗。